# Carry You Home (Zara Larsson)
Carry You Home è un singolo della cantante svedese Zara Larsson, pubblicato il 12 maggio 2014 come secondo estratto dal primo album in studio 1.

## Video musicale
Il video musicale, girato a Los Angeles, è stato reso disponibile il 13 maggio 2014.

## Tracce
Testi e musiche di Elof Loelv.
1. Carry You Home – 4:13
2. Carry You Home (Instrumental) – 4:14

## Formazione
- Zara Larsson – voce
- Elof Loelv – produzione, missaggio
- Chris Gehringer – mastering

## Classifiche

### Classifiche settimanali
| Classifica (2014-15) | Posizione massima |
| -------------------- | ----------------- |
| Repubblica Ceca      | 56                |
| Slovacchia           | 58                |
| Svezia               | 3                 |

### Classifiche di fine anno
| Classifica (2014) | Posizione |
| ----------------- | --------- |
| Svezia            | 48        |